# リリーカップ (川崎競馬)
リリーカップは、川崎競馬場で行われていた地方競馬の重賞競走（平地競走）である。

## 概要
1999年にサラブレッド系旧4歳牝馬による重賞競走として創設。施行距離は創設時はダート1600mだったが、2001年には2000mに延長。2001年に廃止された。

## 歴代優勝馬
| 回数  | 施行日         | 優勝馬         | 性齢 | 所属 | タイム | 優勝騎手 | 管理調教師 | 馬主     |
| ----- | -------------- | -------------- | ---- | ---- | ------ | -------- | ---------- | -------- |
| 第1回 | 1999年11月24日 | ヤマノリアル   | 牝3  | 船橋 | 1:42.0 | 張田京   | 後藤稔     | 山泉恵宥 |
| 第2回 | 2000年11月14日 | ヤマノラヴリー | 牝3  | 船橋 | 1:42.4 | 張田京   | 出川克己   | 山泉恵宥 |
| 第3回 | 2001年10月24日 | セリリコーン   | 牝3  | 船橋 | 2:11.6 | 佐藤祐樹 | 渡部茂夫   | 前田禎文 |